# سیارک ۱۹۵۹۶
سیارک ۱۹۵۹۶ (به انگلیسی: 19596 Spegorlarson، نامگذاری:1999NX31) نوزده هزار و پانصد و نود و ششمین سیارک کشف شده‌است که در ۱۴ ژوئیه ۱۹۹۹ کشف شد.
قدر مطلق سیارک برابر ۱۷.۰ است.